# Kazarka
Kazarka este o arie protejată (arie specială de conservare — SAC, sit de importanță comunitară — SCI) din Slovacia întinsă pe o suprafață de 106,24 ha, integral pe uscat.

## Localizare
Centrul sitului Kazarka este situat la coordonatele 48°37′48″N 17°07′35″E / 48.63°N 17.126389°E.

## Înființare
Situl Kazarka a fost declarat sit de importanță comunitară în aprilie 2004 pentru a proteja 6 specii de animale. Situl a fost protejat și ca arie specială de conservare în martie 2004.

## Biodiversitate
Situată în ecoregiunea panonică, aria protejată conține 3 habitate naturale: Păduri acidofile de stejar bătrân cu Quercus robur pe câmpii nisipoase, Păduri panonice cu Quercus petraea și Carpinus betulus, Păduri aluvionare cu Alnus glutinosa și Fraxinus excelsior (Alno-Padion, Alnion incanae, Salicion albae).
La baza desemnării sitului se află mai multe specii protejate:
- păsări (2): erete vânăt (Circus cyaneus), presură de stuf (Emberiza schoeniclus)
- nevertebrate (4): croitorul mare al stejarului (Cerambyx cerdo), Cucujus cinnaberinus, rădașcă (Lucanus cervus), Osmoderma eremita

Pe lângă speciile protejate, pe teritoriul sitului au mai fost identificate 5 specii de amfibieni, 7 specii de mamifere, 31 de specii de nevertebrate, 2 specii de reptile.